# 苏州国际博览中心
苏州国际博览中心是一个位于江苏苏州的综合展览馆。

## 历史

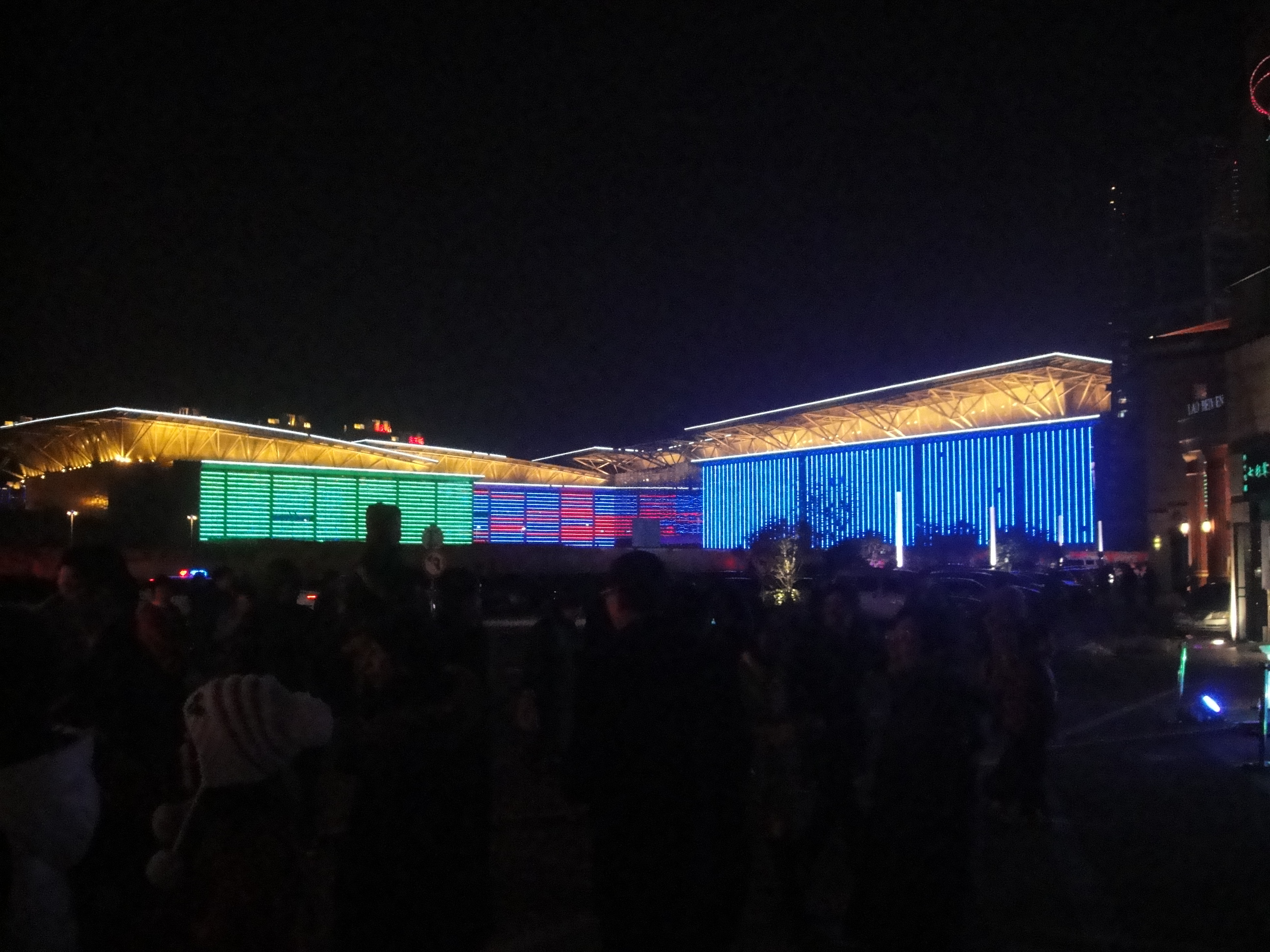
苏州国际博览中心夜景

位于江苏省苏州市苏州工业园区金鸡湖东岸、现代大道南侧，占地面积18.86万平方米，总设计建筑面积25.5万平方米，一期工程建成后于2004年10月20日投入使用。场馆条件可承接国内外大型展览会、会议和活动，其中二层展厅使用了无柱式连续展厅的设计方案，拥有世界最大的不间断展览空间。